# Casa Pompeu Sans
La casa Pompeu Sans és un edifici situat a la plaça de les Olles, 2 i el carrer de les Dames, 6 de Barcelona, catalogat com a bé cultural d'interès local.

## Història
Va ser projectat per l'arquitecte Enric Sagnier per a l'industrial Pompeu Sans, i evidencia d'una manera encara moderada la línia neogòtica que va culminar anys després al Casal de l'Estalvi.

## Descripció
Consta de planta baixa, entresòl i quatre pisos, amb una teulada de teula romana que desaigua a ambdós carrers.
La façana principal, que dona a la plaça de les Olles al peu del carrer de les Dames, és més llarga, amb tres eixos verticals diferents. L'altra façana, que dona únicament a la plaça, en té dues. L'estructuració de les dues és repetitiva i simètrica tant pel que fa als trets morfològics com als decoratius. Les dues façanes estan lligades en una cantonada roma, per un element exclusiu d'aquest tram, una tribuna amb pinacles i ítems florals esculpits, així com cinc gàrgoles zoomorfes a l'alçada de la cornisa. Per sota de cadascuna, hi trobem sengles pilastres poligonals que flanquegen grans finestrals de vidre emmirallat. Tota aquesta estructura se situa a sobre de la cantonera, roma, que recorda per la seva morfologia, a una gran pilastra llisa amb dos capitells, el primer d'ells amb decoració foliàcia, però lluny dels cànons típics.
Pel fa pròpiament a les façanes, s'articulen sobre portals lobulats a la plaça de les Olles i conopials a la banda de Dames i Olles. Tot i l'existència de grans cristalleres del local comercial, aquests arcs donen l'aparença de zona porticada. Per sobre, l'entresòl s'articula en diverses obertures mitjanes amb arc a nivell. Tenen baranes baixes amb treballs de forja complexos que combinen trams rectilinis amb d'altres d'ondulants i algunes sanefes. Per sobre, a la primera planta, les diferents obertures s'estructuren unides a través d'una balconada amb baranes de forja similar a les anteriorment descrites Aquestes tenen llosana de poca volada sustentades per mènsules acabades amb decoració floral. Alternant aquestes obertures de la balconada, hi trobem estretes finestres lobulades. La segona i tercera planta són bessones. S'hi mantenen el nombre i tipus d'obertures, però hi manquen les llargues balconades, estant presents balcons independents. A la quarta planta l'escenari varia substancialment. Desapareixen les finestres lobulades i totes les obertures, de finestra i de balcó, són ara d'arc a nivell. Totes elles s'articulen a partir d'una llarga balconada, això si, amb una forja igual a la de la resta de l'immoble. El coronament ve definit per una cornisa amb ràfec de biguetes de fusta pronunciat. Immediatament a sota, una franja de pedra decora la part superior de la façana amb una composició de blocs de pedra a manera de permòdols dins d'una franja decorada amb motius geomètrics. Per finalitzar, cal destacar que la planta baixa compta amb un aparell de grans blocs regulars escairats. Per sobre, l'entresòl té una decoració d'esgrafiats repetitius amb motius pseudo-florals. Per sobre, la resta de l'immoble, ja no té aquests elements.
L'edifici no sembla haver patit importants modificacions des de la seva construcció, però cal destacar que en aquell moment va barrejar diferents tipus de caràcters. Per una banda, hi ha elements de reminiscències gòtiques junt amb d'altres típics de l'arquitectura més popular del moment, tal com es veu a la resta d'immobles veïns.